# 啟德海灣
啟德海灣（英語：KT Marina）位於香港九龍啟德承豐道15號，由嘉華國際、會德豐地產及中國海外合作發展，由梁黃顧建築師（香港）事務所負責建築設計，協興建築承建。項目分兩期發展，合共提供2,138伙單位，屬於啟德跑道區規模最大項目之一。屋苑項目預計關鍵日期為2025年3月31日，樓花期長約17個月。

## 歷史
地政總署於2019年6月26日就啟德第4A區1號地盤（新九龍內地段第6577號）進行招標，項目地盤面積約176,368平方呎，最低及最高的樓面面積分別為約64.6萬平方呎及約107.58萬平方呎。當時市場對該地皮的估值介乎130億至161億元，但截標當日只接獲4份標書。地政總署於2019年7月24日公佈招標結果，最終由中國海外、會德豐地產、嘉華國際合組的財團以127.398億元投得，每呎樓面地價約11,842元，批租期為50年。
2021年10月，項目第1期於入紙申請預售樓花同意書，到2022年7月獲批。發展商於2023年1月12日正式公佈項目第1期中英文名稱，原本計劃在2月農曆年後開售，但最後延期到同年10月中開價及開放示範單位。到10月24日，發展商公佈首批208伙單位定價740.9萬至1,832萬元，實用面積306至586平方呎。

## 住宅
項目分為兩期發展，樓高31層。第1期由3座相連物業組成（2A、2B及2C座），提供1,017伙單位，提供1房至3房。另設6伙低層連平台，和2伙高層連天台特色戶，單位實用面積由269至771平方呎。其中2A座標準樓層有13伙單位、2B座為9伙，而2C座有12伙。項目大部分單位設有三合一特大露台，發展商形容為“以超級跑車為設計靈感”。
所有樓宇均採用OTIS製升降機。

## 會所
會所命名為Super Marina，設有50米戶外游泳池，25米室水游泳池，多用途運動館，動感單車館，派對天地，Sports Bar和董事屋宴會廳。而戶外園林名為四季花漾園林，種植超過10萬棵灌木、逾100棵花樹。

## 公共設施
項目地下至2樓需要按照政府要求設置面積不少於2475平方米的安老院舍和幼兒中心。而外圍設有海濱長廊。

## 外部連結
- 啟德海灣官方網站 （页面存档备份，存于）